# Битка за Амбон
Битка за Амбон (енгл. Battle of Ambon), вођена од 31. јануара до 3. фебруара 1942, била је јапанска победа у Источној Индији током рата на Пацифику.

## Позадина
Јапанска 16. армија, којој је поверено заузимање Холандске Источне Индије уз подршку дела 2. флоте, поделила се у три поморско-десантна одреда: Централна група заузела је Борнео и острво Таракан (17. децембра 1941-16. фебруара 1942), Западна група освојила је Суматру (14. фебруара-28. марта 1942), а Источна група напала је острва Целебес, Амбон, Тимор и Бали.
Источна група јапанске 16. армије састојала се од 38. пешадијске дивизије и 1 моторизованог батаљона, и кренула је у инвазију на 8 транспортних бродова у пратњи 1 лаке крстарице, 12 разарача, 1 лаког носача авиона, 3 тешке крстарице и 1 носача хидроавиона. Један десантни одред заузео је Манаду (11. јануара 1942), после чега је читав Целебес освојен за месец дана (до 9 фебруара) уз врло мале губитке.

## Битка
Други јапански поморско-десантни одред искрцао се 31. јануара 1942. на острву Амбон. Јапанци су после четвородневне борбе са савезничком посадом (2.800 Холанђани 1.170 Аустралијанаца) заузели острво.